# Миросавци (Челић)
Миросавци је насељено мјесто у општини Челић, Босна и Херцеговина.

## Историја
До рата је ово насеље било у саставу општине Лопаре.

## Становништво
|             | 2013.       | 1991.        | 1981.        | 1971.        |
| Укупно      | 38 (100,0%) | 578 (100,0%) | 490 (100,0%) | 548 (100,0%) |
| Бошњаци     | 33 (86,84%) | 31 (5,363%)1 | –            | 1 (0,182%)1  |
| Роми        | 5 (13,16%)  | –            | –            | –            |
| Срби        | –           | 539 (93,25%) | 490 (100,0%) | 545 (99,45%) |
| Југословени | –           | 6 (1,038%)   | –            | –            |
| Хрвати      | –           | 1 (0,173%)   | –            | 1 (0,182%)   |
| Остали      | –           | 1 (0,173%)   | –            | 1 (0,182%)   |

1. 1 На пописима од 1971. до 1991. Бошњаци су пописивани углавном као Муслимани.